# Magda Toeters
Magda Toeters (Pyrzyce, 28 april 1986) is een Nederlands zwemster gespecialiseerd in de 100 meter schoolslag en de 200 meter Vrije slag.
Toeters heeft een verstandelijke beperking en komt uit in de klassen S14 en SB14. Tijdens de Open Nederlandse Kampioenschappen in Eindhoven, in december 2011 kwalificeerde Toeters  zich voor de Paralympische Zomerspelen 2012 in Londen. 

## Beste uitslagen

### Paralympische Spelen
| Evenement   | Resultaat | Onderdeel        |
| ----------- | --------- | ---------------- |
| Londen 2012 | zilver    | 100 m schoolslag |
| Rio 2016    | brons     | 100 m schoolslag |

### Wereldkampioenschappen
| Evenement      | Resultaat | Onderdeel                               |
| -------------- | --------- | --------------------------------------- |
| Eindhoven 2010 | zilver    | 100 m schoolslag                        |
| Gent 2007      | zilver    | 50 m vrije Slag in 30:45 Sec.           |
| Gent 2007      | goud      | 200 m vrije slag in 2:20:69             |
| Gent 2007      | goud      | 400 m individuele wisselslag in 5:34:02 |
| Gent 2007      | goud      | 100 m vrije slag in 1:05:97 (ER)        |
| Liberec 2005   | zilver    | 50 m Vrije Slag in 30.86 Sec.           |
| Liberec 2005   | goud      | 100 m vrije slag in 1:07.41             |
| Liberec 2005   | zilver    | 200 m vrije slag in 2:30.89             |
| Liberec 2005   | zilver    | 400 m vrije slag in 5:12.42             |
| Liberec 2005   | zilver    | 800 m vrije slag in 10:45.39            |
| Hong Kong 2004 | brons     | 100 m Schoolslag in 1:29.67             |
| Hong Kong 2004 | zilver    | 200 m vrije slag in 2:28.37             |
| Hong Kong 2004 | zilver    | 100 meter vrije slag in 1:07.93         |

### Europese kampioenschappen
| Evenement      | Resultaat | Onderdeel                    |
| -------------- | --------- | ---------------------------- |
| Ostrowiec 2008 | goud      | 100 m Vlinderslag in 1:16.22 |
| Ostrowiec 2008 | goud      | 200 m wisselslag in 2:41.31  |
| Ostrowiec 2008 | goud      | 400 m wisselslag in 5:34.39  |
| Ostrowiec 2008 | goud      | 100 m vrije slag in 1:06.85  |